# بلو فلفت (فلم)
بلو فلفت (بالإنجليزية: Blue Velvet) هو فيلم رعب أمريكي، صدر في عام 1986. الفيلم من إخراج ديفيد لينش وكتابة ديفيد لينش. من بطولة كايل ماكلاشلان و‌إيسابيلا روسوليني و‌دينيس هوبر و‌لورا ديرن.

## الميزانية والإيرادات
بلغت تكلفة إنتاج الفيلم حوالي 6 ملايين دولار بينما حقق إيرادات تقدر بـ 8.6 مليون دولار.

## روابط خارجية
- مقالات تستعمل روابط فنية بلا صلة مع ويكي بيانات